# Canoparmelia inhaminensis
Canoparmelia inhaminensis är en lavart som först beskrevs av C. W. Dodge, och fick sitt nu gällande namn av Elix & Hale. Canoparmelia inhaminensis ingår i släktet Canoparmelia och familjen Parmeliaceae.   Inga underarter finns listade i Catalogue of Life.